# Dendropsophus praestans
Dendropsophus praestans es una especie de anfibios de la familia Hylidae. Es endémica de Colombia.
Sus hábitats naturales incluyen montanos secos, marismas de agua dulce, corrientes intermitentes de agua, tierra arable, pastos, plantaciones, jardines rurales, zonas previamente boscosas ahora muy degradadas y estanques.